# Basílica de San Giovanni Maggiore
La Basílica de San Giovanni Maggiore es un edificio destinado al culto católico de la ciudad de Nápoles, Italia. Está emplazada en el centro histórico de Nápoles, declarado Patrimonio de la Humanidad por la Unesco en 1995.

## Historia
Existen varias leyendas sobre la fundación de la iglesia. Una de ellas es que el emperador Constantino I fundó la iglesia en agradecimiento por el rescate de su hija Costanza de un naufragio.
La época de fundación de la basílica, que se construyó sobre un templo pagano preexistente (tal vez dedicado al culto de Hércules o Antínoo), se situaría en torno al año 324, como confirma una inscripción griega hallada en un arquitrabe. Sin embargo, es seguro que se llevó a cabo una amplia reconstrucción más de dos siglos después, en el siglo VI, por el obispo Vicente. Durante este periodo, la iglesia se incluyó entre las cuatro iglesias "mayores" de la ciudad, junto con las iglesias de San Giorgio Maggiore, de los Santi Apostoli y de Santa Maria Maggiore alla Pietrasanta. Probablemente se convirtió en una basílica de estilo bizantino durante la época de Belisario.
Tras un terremoto en 1635, la última reconstrucción, en 1656, dio lugar al edificio barroco de Dionisio Lazzari que se ve hoy. Este diseñó la cúpula actual, terminada en 1685. Los terremotos de 1732 y 1805 obligaron a nuevas reconstrucciones.
El terremoto de 1870 devastó la iglesia y derribó el tejado. Para la restauración, Gennaro Aspreno Galante no pudo reconstruir los detalles anteriores. Casi arrasada en 1872, el canónigo local Giuseppe Perrella encargó una reconstrucción neoclásica, terminada en 1888, al ingeniero George Tomlinson, con ayuda de Errico Alvino y Federico Travaglini. En 1970, el tejado volvió a derrumbarse, cerrando de nuevo la iglesia durante 42 años: una restauración en 1978 desveló el ábside paleocristiano, bajo el coro de madera del siglo XVII. La iglesia permaneció cerrada durante mucho tiempo para su restauración y estudios arquitectónicos y abrió finalmente en 2012.

## El interior
La iglesia tiene planta basilical. En la contrafachada hay un gran fresco de Juan el Bautista predicando a los discípulos (1730), obra de Giuseppe De Vivo, al que está dedicada la iglesia. El techo de madera es ahora sencillo, colocado después de que el terremoto de 1970 desmembrara el tejado. Un ejemplo de cómo era el techo original, con sus pinturas que representaban el Bautismo de Cristo, puede verse en la primera capilla de la derecha.
El imponente altar mayor, dañado a lo largo de los años, fue construido en 1743 por Domenico Antonio Vaccaro. Detrás se puede ver el antiguo ábside de la iglesia.
La Gran Capilla del Crucifijo, en el transepto izquierdo, tiene estatuas de Costantino y su hija Costanza esculpidas por Lorenzo Vaccaro en 1689. A la izquierda, en el portal de entrada al oratorio de la Cofradía de los 66 sacerdotes (Oratorio della Confraternita dei LXVI Sacerdoti) hay dos lápidas de principios siglo XI (999-1003), que hacen referencia a la fundación y consagración de la basílica. En el transepto derecho se encuentra la capilla de Santa Lucía. Fue ricamente decorada durante la época barroca (terminada en 1689), pero quedó completamente destruida durante el terremoto de 1870. Se reconstruyó en estilo neoclásico. La capilla de Santa María de Constantinopla (antes conocida como capilla de los Paleólogos), a la izquierda de la nave, tiene un fresco del siglo XVI que representa a la Virgen con San Pedro; originalmente se encontraba en la capilla de Santa Lucía. La capilla Ravaschieri, dedicada a Juan el Bautista, fue diseñada y terminada por el escultor Giovanni da Nola. Una decoración de mármol de 1534 representa el bautismo de Jesús, flanqueado por los santos Francisco de Paula (izquierda) y Jaime de la Marca (derecha); está coronada por una crucifixión.
La capilla de San Adrián tiene un retablo atribuido a Giovanni da Nola o a sus discípulos, Annibale Caccavello y Girolamo d'Auria, que representa la decapitación del santo, y en el nivel superior, una Pietà con los santos Felipe y Santiago. La nave de la derecha tiene cinco capillas. La primera se llama Capilla de la Madonna delle Grazie (Virgen de Gracia) y alberga un belén de terracota del siglo XVIII. A la izquierda de la Capilla de la Crucifixión se encuentra el oratorio, que fue fundado en 1619.

## Galería de imágenes

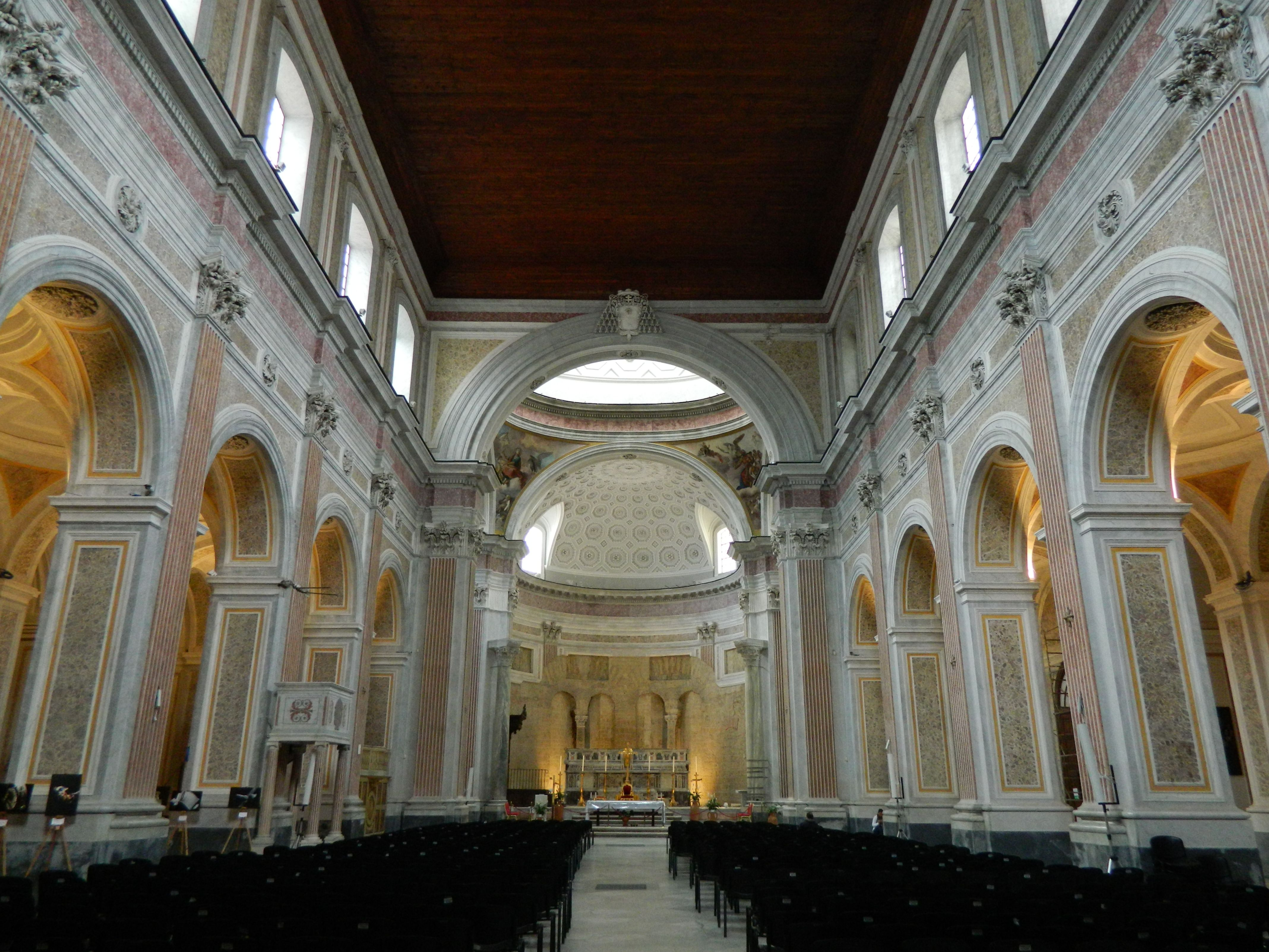
Nave central
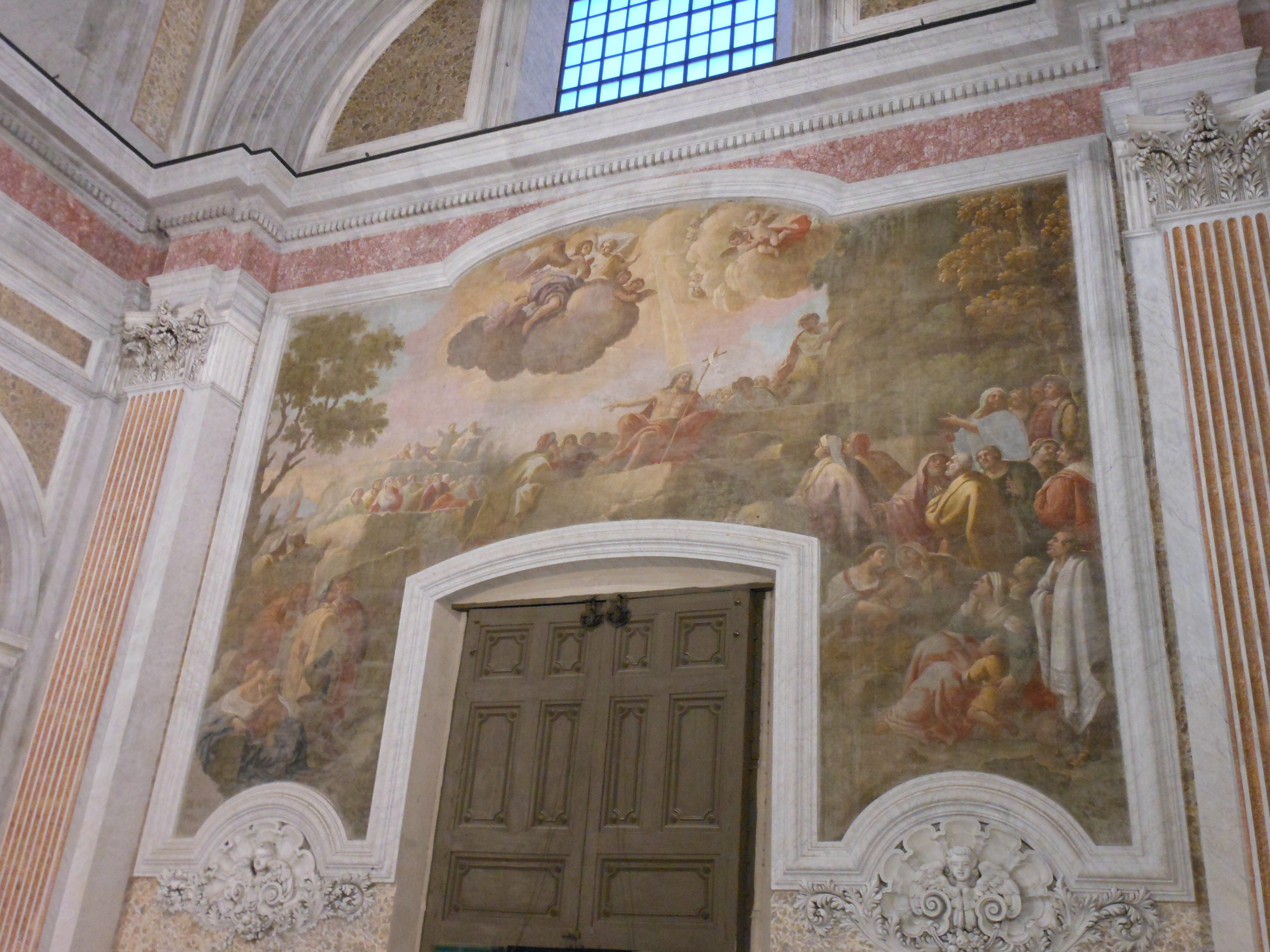
Contrafachada con el fresco Predicazione del Battista ai discepoli
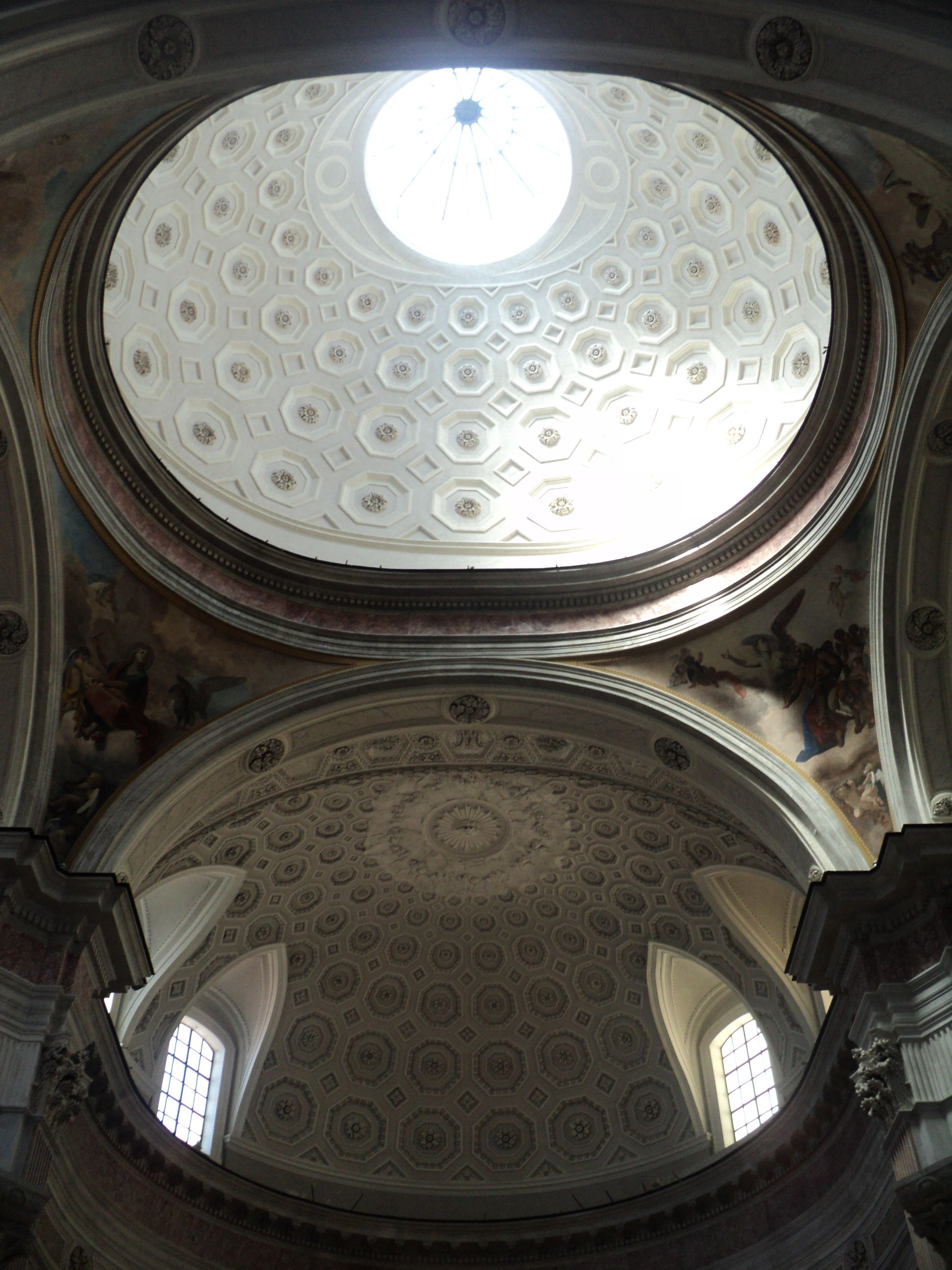
La doble cúpula
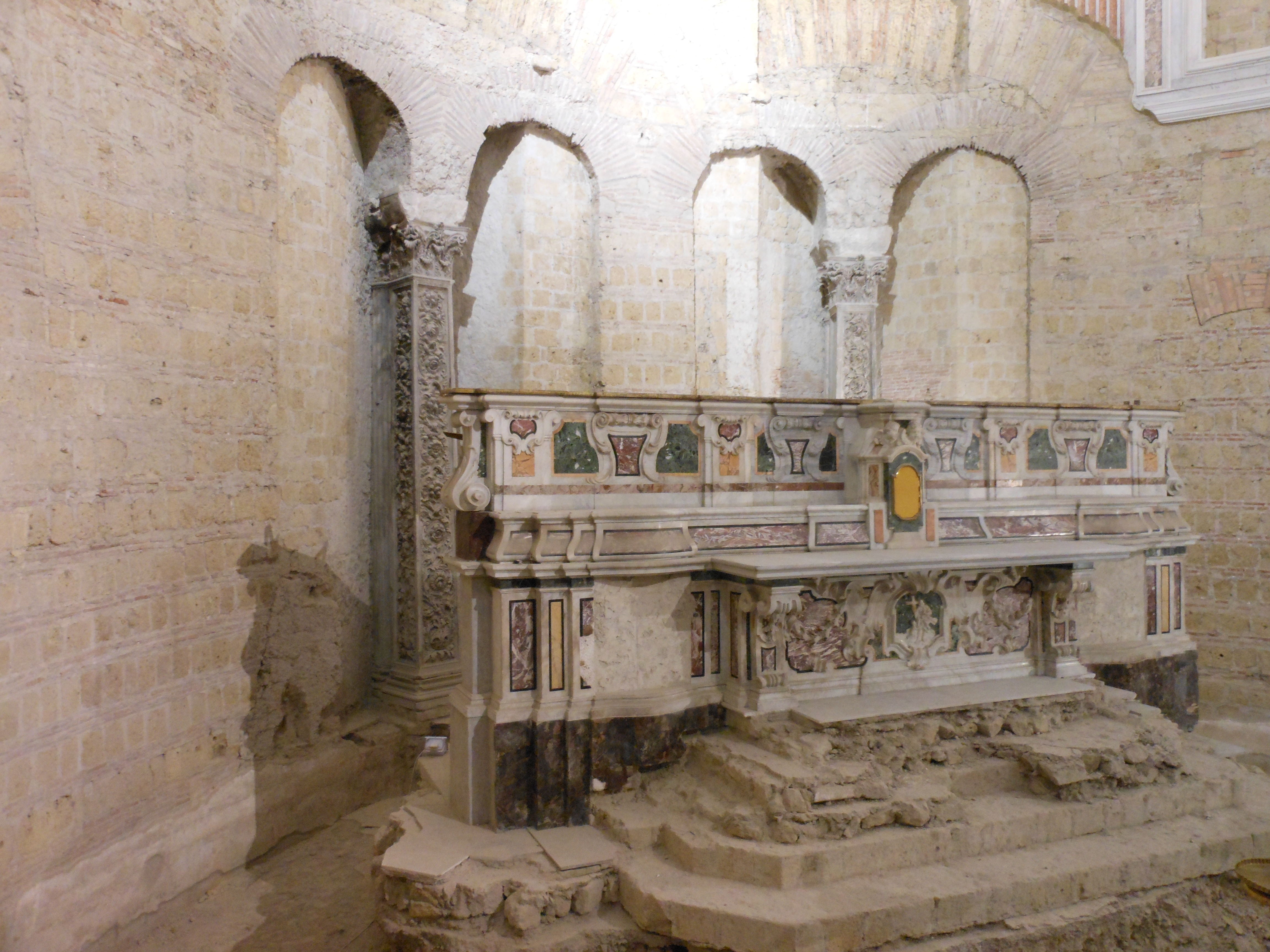
Altar mayor con el ábside paleocristiano
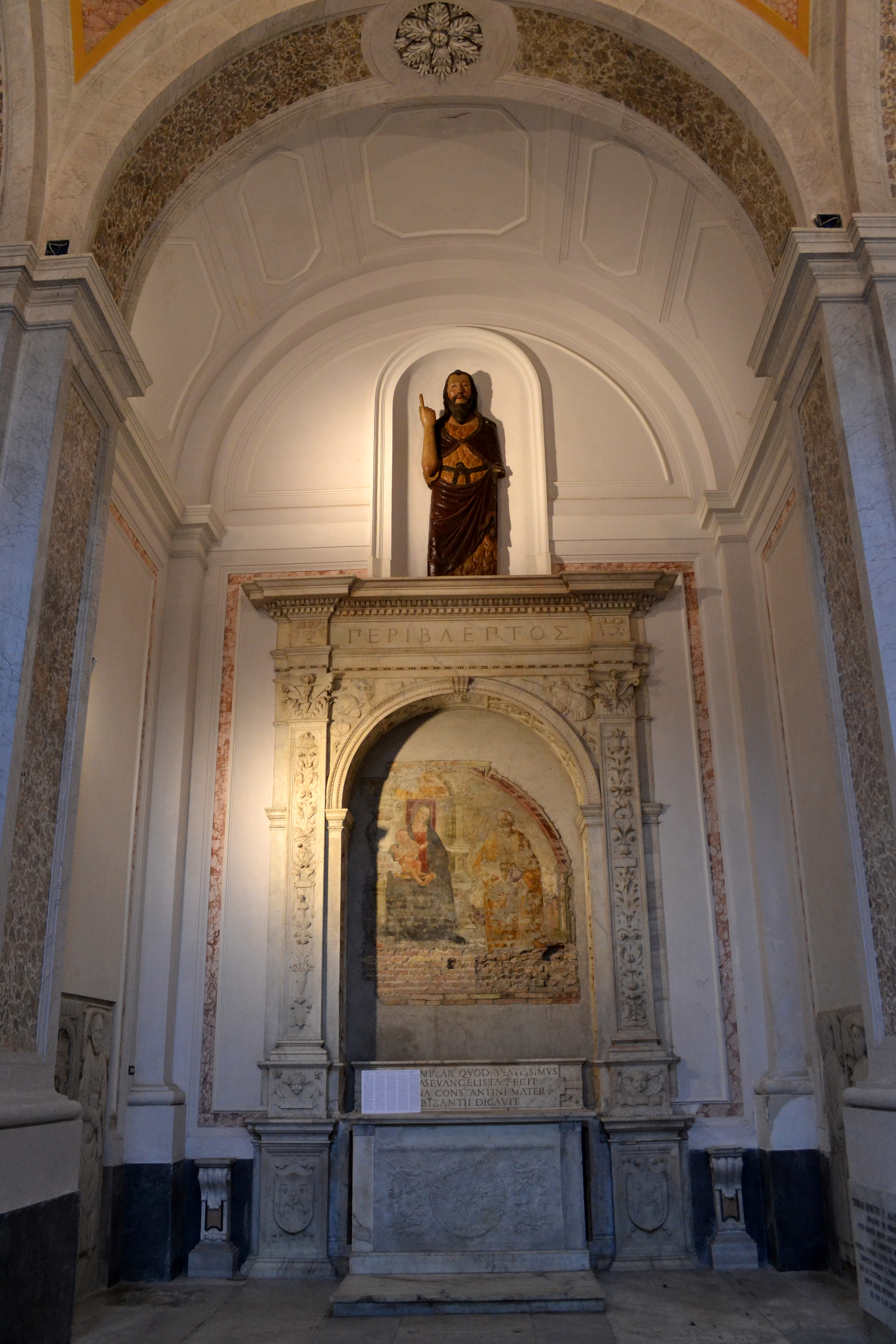
Capilla de los Paleólogos
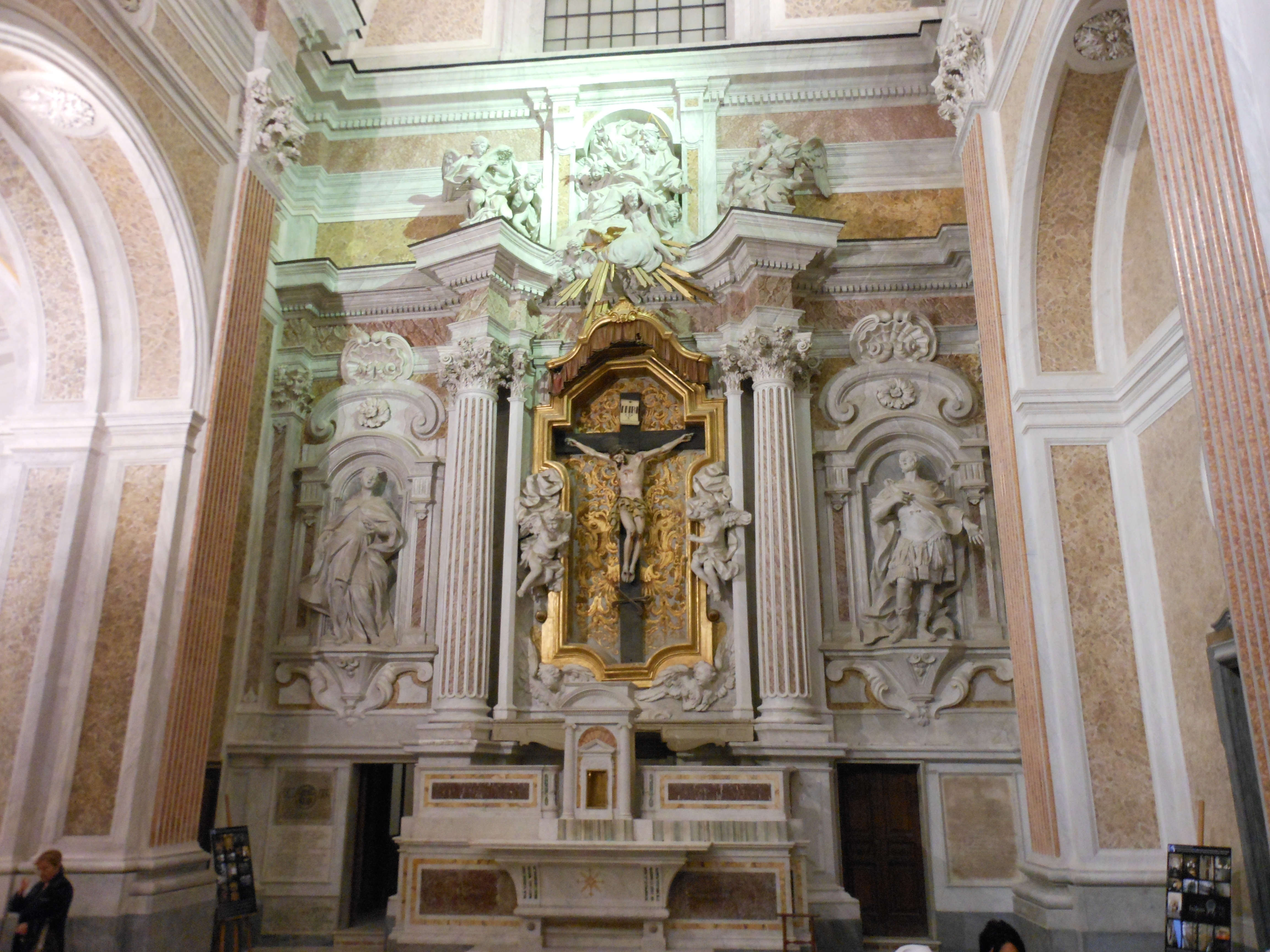
Gran Capilla del Crucifijo
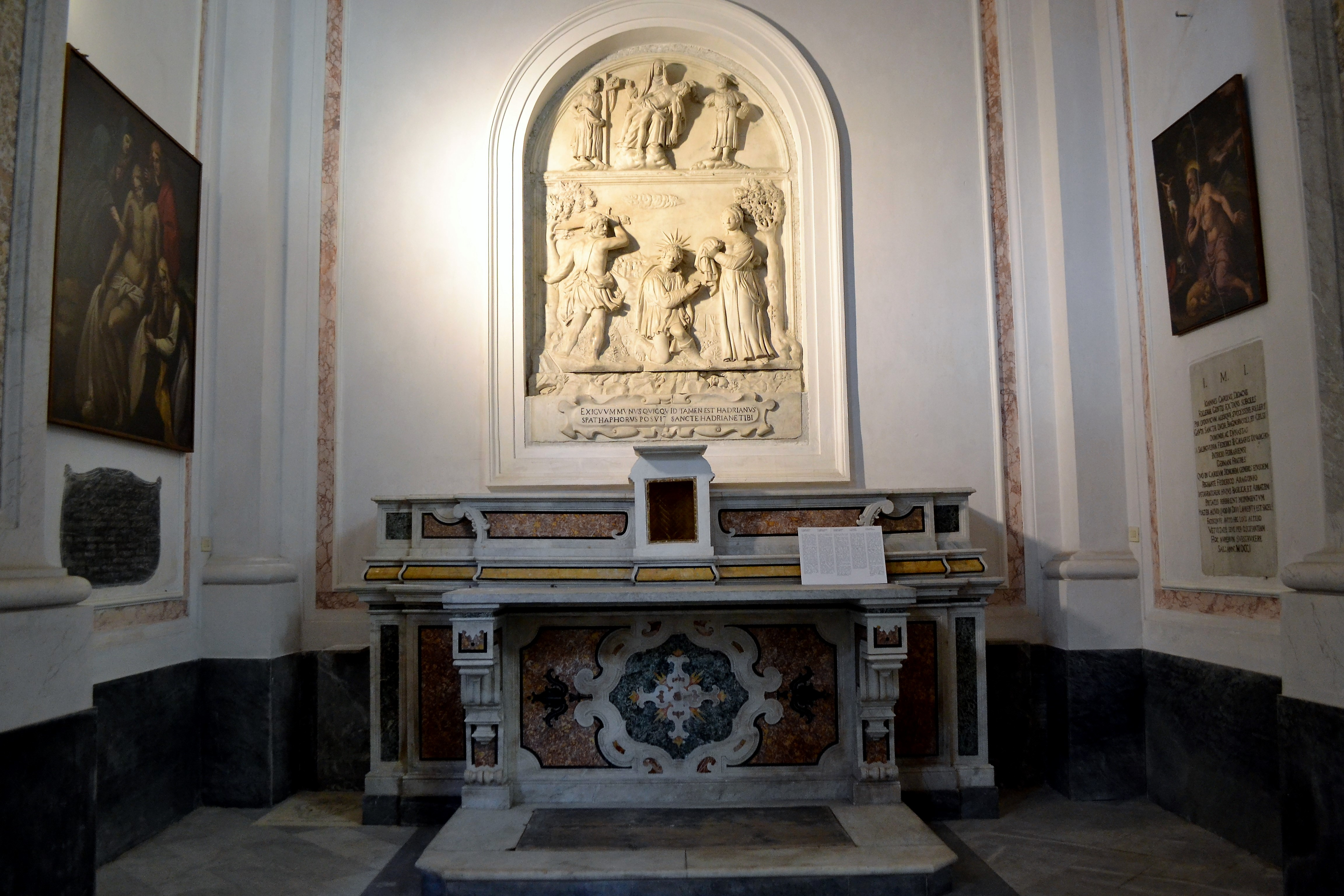
Capilla de San Adrián
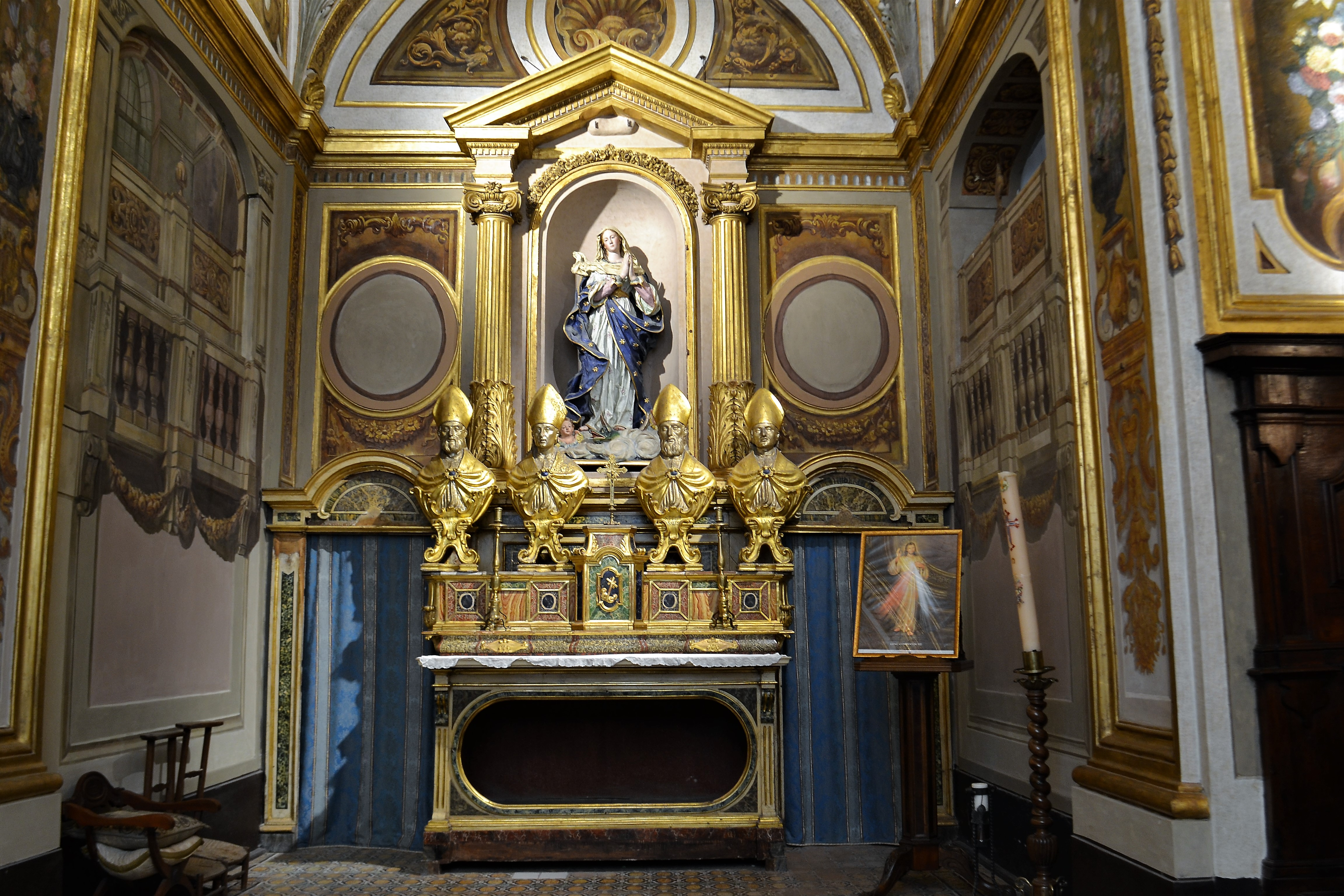
Sacristía nueva